# Пери (посёлок при станции)
Пе́ри (фин. Peri) — посёлок при железнодорожной станции в Лесколовском сельском поселении Всеволожского района Ленинградской области.

## Название
- В карельском языке пери (Peri: Peril < Perä) означает зады, на задах, то есть заднюю (дальнюю) часть местности[3].
- Топоним пери финского происхождения. Наиболее вероятной представляется его связь с лексемой perhe — семья. Не исключено происхождение топонима от антропонима[4].

## История
ПЕРИ — мыза владельческая, при колодце и прудах, 1 двор, 5 м. п., 4 ж. п. (1862 год)

Согласно материалам по статистике народного хозяйства Санкт-Петербургского уезда 1891 года, имение Пери площадью 408 десятин принадлежало графине Л. К. Сиверс. Имение было куплено в 1869 году за 7000 рублей. Две дачи и харчевню, хозяйка имения сдавала в аренду.

ПЕРИ — мыза графа Сиверса, при Куйвозовской (Гарболовской) земской дороге, при пруде 1 двор, 3 м. п., 1 ж. п., всего 4 чел. (1896 год)

В конце XIX — начале XX века Пери административно относились к Куйвозовской волости 4-го стана Санкт-Петербургского уезда Санкт-Петербургской губернии.
В 1905 году землевладельцем в Пери была вдова генерал-лейтенанта Александра Леонтьевича Гагемейстера, Ольга Евгеньевна Гагемейстер, ей принадлежало 407 десятин земли.

ПЕРИ — ж. д. станция и казарма Лесколовского сельсовета Куйвозовской волости Ленинградского уезда, 3 хозяйства, 9 душ, все русские. (1926 год)

Станция Пери на карте 1939 года

В годы войны на станции располагались:
- хирургический полевой подвижный госпиталь № 3549
- головной полевой эвакуационный пункт № 964 с эвакоприёмником[10].

По данным 1966, 1973 и 1990 годов посёлок при станции Пери входил в состав Лесколовского сельсовета.

## География
Посёлок расположен в северной части района на автодороге 41К-304 (подъезд к пос. Пери). Примыкает к восточной окраине деревни Верхние Осельки. Кирпичные типовые дома посёлка Пери расположены c западной стороны одноимённой станции Приозерского направления железной дороги (с восточной стороны станции расположена деревня Гапсары).

## Демография
| 1862 | 1896 | 1926 | 1997 | 2002 | 2007 | 2010 |
| ---- | ---- | ---- | ---- | ---- | ---- | ---- |
| 9    | ↘4   | ↗9   | ↗122 | ↘118 | ↘115 | ↗119 |
| 2013 | 2017 |      |      |      |      |      |
| ↗295 | ↘218 |      |      |      |      |      |

### Национальный состав
Согласно данным Всероссийской переписи населения 2021 года в посёлке проживали 84 человека, из них:
 русские — 78, другие национальности — 2 человека, остальные национальность не указали.

## Фото

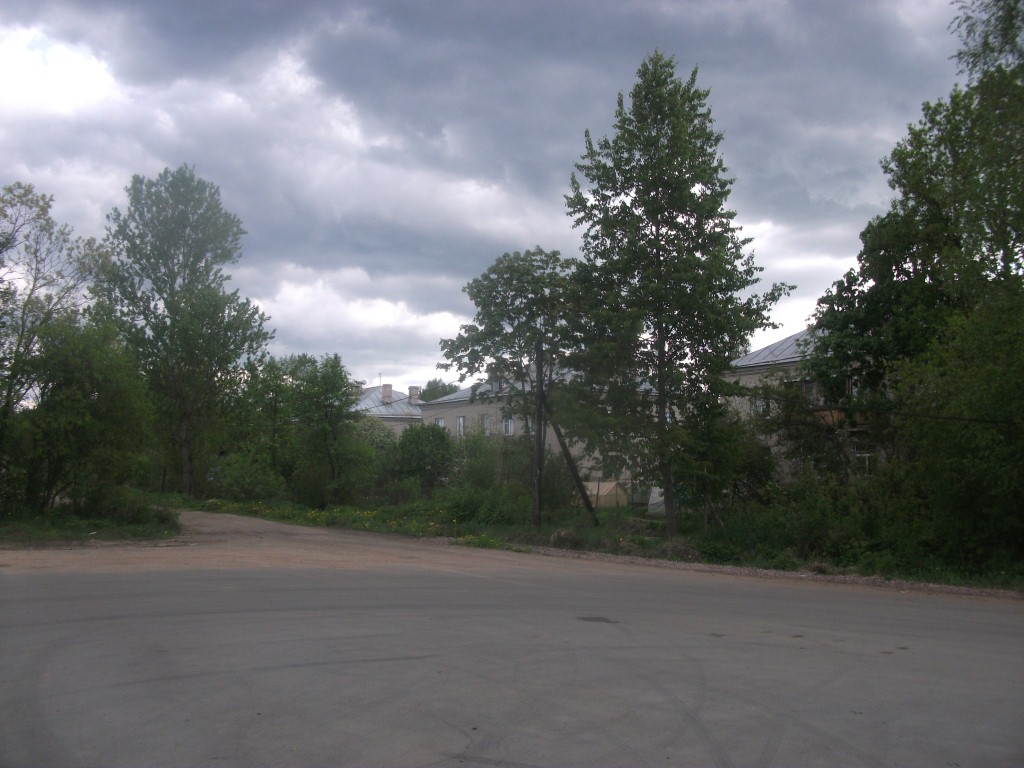
Дома у станции Пери
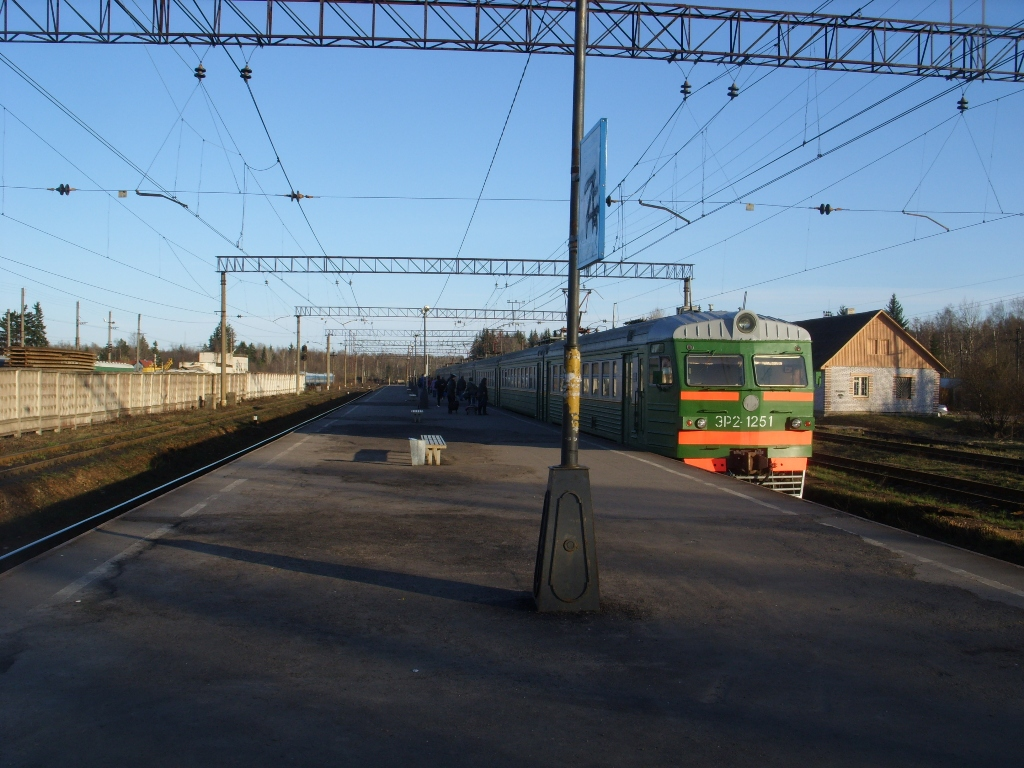
Станция Пери